# Liste der Bodendenkmäler in Feichten an der Alz
Auf dieser Seite sind die Bodendenkmäler in der oberbayerischen Gemeinde Feichten an der Alz zusammengestellt. Diese Tabelle ist eine Teilliste der Liste der Bodendenkmäler in Bayern. Grundlage ist die Bayerische Denkmalliste, die auf Basis des Bayerischen Denkmalschutzgesetzes vom 1. Oktober 1973 erstmals erstellt wurde und seither durch das Bayerische Landesamt für Denkmalpflege geführt wird. Die folgenden Angaben ersetzen nicht die rechtsverbindliche Auskunft der Denkmalschutzbehörde.

## Bodendenkmäler in Feichten an der Alz
| Lage                           | Objekt | Akten-Nr.     | Bild |
| ------------------------------ | --- | ------------- | ---- |
| Steinbrecher (Standort)        | Abschnittsbefestigung des frühen Mittelalters. | D-1-7841-0008 |      |
| Gramsham (Standort)            | Abschnittsbefestigung des frühen Mittelalters. | D-1-7941-0003 |      |
| Feichten an der Alz (Standort) | Untertägige mittelalterliche und frühneuzeitliche Befunde im Bereich der katholischen Pfarr- und Wallfahrtskirche St. Mariae Himmelfahrt in Feichten a. d. Alz und ihrer Vorgängerbautenmit zugehörigem Pfarrhof. | D-1-7941-0222 |      |